# Борисовка (Щёлковский район)
Борисовка — деревня в Щёлковском районе Московской области России, входит в состав сельского поселения Трубинское.

## Население
| 1852 | 1859 | 1869 | 1926 | 2002 | 2006 | 2010 |
| ---- | ---- | ---- | ---- | ---- | ---- | ---- |
| 89   | ↗98  | ↘81  | ↘50  | ↘14  | ↗18  | ↘10  |

## География
Деревня Борисовка расположена на северо-востоке Московской области, в центральной части Щёлковского района, примерно в 27 км к северо-востоку от Московской кольцевой автодороги и 13 км к северо-востоку от центра города Щёлково (по дорогам — около 25 км), по правому берегу реки Гречушки бассейна Клязьмы.
В 1,5 км северо-западнее деревни проходит Фряновское шоссе Р110, в 7 км к юго-востоку — Щёлковское шоссе А103, в 5,5 км к северо-востоку — Московское малое кольцо А107. Ближайшие населённые пункты — деревня Здехово, посёлок Литвиново и село Трубино.
К деревне приписаны садоводческое (СНТ) и огородническое (ОНТ) товарищества.

## История
В середине XIX века относилась ко 2-му стану Богородского уезда Московской губернии и принадлежала действительному статскому советнику Сергею Николаевичу Муханову. В деревне было 9 дворов, крестьян 38 душ мужского пола и 51 душа женского; работала шёлковая фабрика купца Ярославцева.
В «Списке населённых мест» 1862 года — владельческая деревня 2-го стана Богородского уезда Московской губернии по левую сторону Стромынского тракта (из Москвы в Киржач), в 25 верстах от уездного города и 12 верстах от становой квартиры, при реке Здеховке, с 12 дворами, фабрикой и 98 жителями (47 мужчин, 51 женщина).
По данным на 1869 год — деревня Ивановской волости 3-го стана Богородского уезда с 14 дворами, 15 деревянными домами и 81 жителем (43 мужчины, 38 женщин), из которых 34 грамотных. Количество земли составляло 129 десятин, в том числе 18 десятин пахотной. Имелось 9 лошадей, 5 единиц рогатого и 5 единиц мелкого скота.
В 1913 году — 12 дворов, имение Марычева.
По материалам Всесоюзной переписи населения 1926 года — деревня Здеховского сельсовета Ивановской волости Богородского уезда в 2 км от Фряновского шоссе и 15 км от станции Щёлково Северной железной дороги, проживало 50 жителей (20 мужчин, 30 женщин), насчитывалось 13 хозяйств (11 крестьянских).
С 1929 года — населённый пункт Московской области в составе:
- Здеховского сельсовета Щёлковского района (1929—1939)[16],
- Мишневского сельсовета Щёлковского района (1939—1959)[17],
- Мишневского сельсовета (до 31.07.1959) и Трубинского сельсовета Балашихинского района (1959—1960)[18][19],
- Трубинского сельсовета Щёлковского района (1960—1963, 1965—1994)[20][21],
- Трубинского сельсовета Мытищинского укрупнённого сельского района (1963—1965)[22],
- Трубинского сельского округа Щёлковского района (1994—2006)[21],
- сельского поселения Трубинское Щёлковского муниципального района (2006 — н. в.)[23][24].